# Kilhjulspindel
Kilhjulspindel (Cercidia prominens) är en spindelart som först beskrevs av Westring 1851.  Kilhjulspindel ingår i släktet Cercidia och familjen hjulspindlar. Arten är reproducerande i Sverige. Inga underarter finns listade i Catalogue of Life.